# ناستازیا
ناستازیا (لهستانی: Nastasja) یک فیلم درام در سبک کابوکی به کارگردانی آندری وایدا است که در سال ۱۹۹۴ منتشر شد. از بازیگران آن می‌توان به توشییوکی ناگاشیما اشاره کرد.
این فیلم بر پایهٔ فصلِ آخرِ رمانِ ابله اثرِ فیودور داستایفسکی ساخته شده‌است.